# The Kink Kronikles
The Kink Kronikles is een verzamelalbum van de Britse rockband The Kinks uit 1972 voor de Amerikaanse markt.

## Tracks
- "Victoria"
- "The Village Green Preservation Society"
- "Berkeley Mews"
- "Holiday in Waikiki"
- "Willesden Green"
- "This Is Where I Belong"
- "Waterloo Sunset"
- "David Watts"
- "Dead End Street"
- "Shangri-la"
- "Autumn Almanac"
- "Sunny Afternoon"
- "Get Back in Line"
- "Did You See His Name?"
- "Wonderboy"
- "Apeman"
- "King Kong"
- "Mr. Pleasant"
- "God's Children"
- "Lola"
- "Mindless Child of Motherhood"
- "Polly"
- "Big Black Smoke"
- "Susannah's Still Alive"
- "She's Got Everything"
- "Days"

Opnamen: vanaf 1964 t/m 1970.
Mick Avory · Dave Davies · Ray Davies

John Dalton · Gordon Edwards · Ian Gibbons · John Gosling · Bob Henrit · Andy Pyle · Pete Quaife · Jim Rodford